# Georges Feydeau

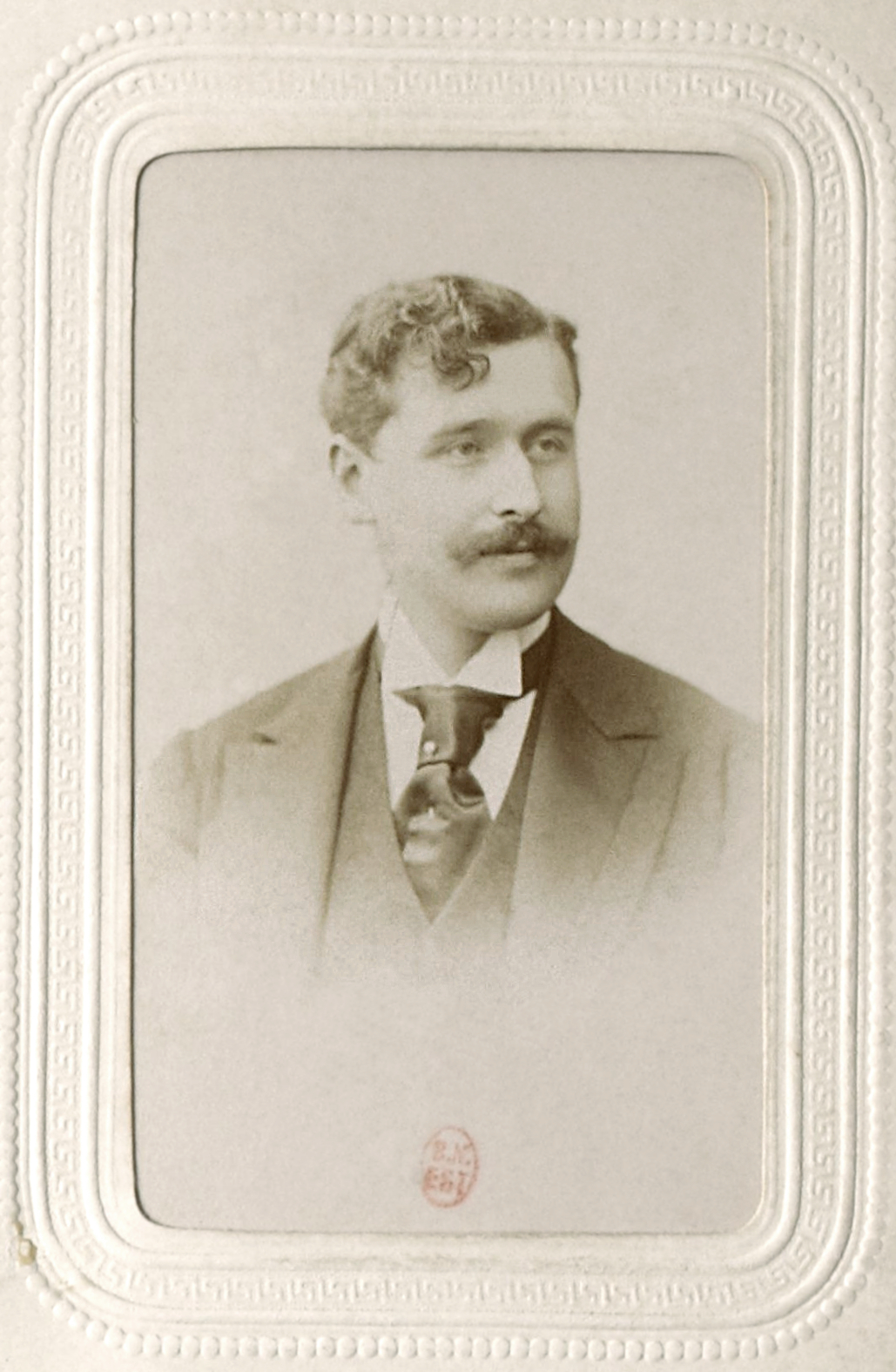
Georges Feydeau

Georges Feydeau (* 8. Dezember 1862 in Paris; † 5. Juni 1921 in Rueil-Malmaison) war ein französischer Dramatiker. Seine exakt konstruierten Bühnenkomödien gelten als letzter Höhepunkt des Vaudeville, kurz bevor diese Unterhaltungsform verschwand.
Feydeaus Karriere umfasst die Zeitspanne von 1886 bis 1916, in der er zu den erfolgreichsten Autoren des Vaudevilles zählte. Seine Komödien wie Der Damenschneider und Der Floh im Ohr zielen häufig auf die Doppelmoral des neuen Bürgertums. In späteren Jahren schränkten private Probleme und Geldnöte Feydeaus Produktivität zusehends ein. Nach langer Krankheit starb er in geistiger Umnachtung in einem Sanatorium.

## Leben

### Kindheit und Jugend
Georges Feydeau kam am 8. Dezember 1862 als Sohn des französischen Schriftstellers Ernest und der Polin Léocadie Feydeau, geborene Zelewska, in Paris zur Welt. Das Paar hatte 1861 geheiratet. Die als ungewöhnlich schön beschriebene Léocadie (oder auch Lodzia) soll nach Gerüchten ein Verhältnis mit dem Halbbruder von Napoléon III., Charles de Morny, gehabt haben. Dass sogar Napoléon III. selbst der Vater ihres Sohnes sein könnte, wies sie zurück: „Sehen Sie sich meinen Georges an! Wie kann ein so intelligenter Junge der Sohn eines so dummen Herrschers sein?“ Gerüchte um außereheliche Affären brachen jedoch nie ab.
Ernest Feydeau, der in den Kreisen von Gustave Flaubert, Théophile Gautier und Alexandre Dumas verkehrte, war selbst nur ein unbedeutender Schriftsteller. Durch Spekulationen an der Börse verlor Ernest Feydeau das meiste Geld. Die Gewinne waren durch Umzüge in luxuriösere Wohnungen schnell verbraucht. Die gemeinsamen Theaterbesuche mit dem achtjährigen Sohn weckten in Georges die Theaterleidenschaft. Ernest Feydeau starb 1873.
Nachdem Ernest Feydeaus Witwe 1876 den Theaterkritiker Henri Fouquier geheiratet hatte, lebte Georges fortan im Internat. Er war ein schlechter Schüler und seine größte Aufmerksamkeit galt seinen Stücken, die er zu schreiben begann. Außerdem veranstaltete er Aufführungen mit der von ihm ins Leben gerufenen Schauspieltruppe. Sein erstes Stück, der Einakter Amour et piano, hatte 1883 seine recht erfolgreiche Premiere. Kurz darauf verließ er die Schule und trat den einjährigen Militärdienst an.

### Karriere als Autor
Ohne eigenes Vermögen oder Einkommen, nahm er 1885 im Théâtre de la Renaissance eine Stelle als Sekretär ein. Der Theaterleiter Fernand Samuel (eigentlich Adolphe Louveau) war ein alter Freund Feydeaus. Samuel ermöglichte Feydeau 1886 auch, dessen erstes abendfüllendes Stück Tailleur pour dames (Der Damenschneider) dort aufzuführen, das noch in der Zeit des Militärdienstes entstand. Der überwältigende Erfolg der Produktion ließ sich in den darauffolgenden Jahren mit weiteren Stücken jedoch nicht wiederholen. Feydeau geriet in finanzielle Schwierigkeiten.
Über den erfolgreichen Porträtmaler Emile Auguste Carolus-Duran lernte er dessen attraktive Tochter Marianne kennen und lieben. Mit ihrem Vermögen half sie ihm über die schwierige Zeit, in der Feydeau seine schriftstellerischen Tätigkeiten ruhen ließ, um die Techniken der wichtigsten Vaudeville-Autoren zu studieren. Einige Jahre später legte er schließlich den Direktoren des erfolgreichen Theaters Palais-Royal zwei Stücke vor, von dem Monsieur chasse umgehend in den Spielplan aufgenommen wurde. Das zweite Stück Champignol malgré lui wurde als zu absurd und unglaubwürdig abgelehnt: „Nehmen Sie unseren Rat an und verbrennen Sie es.“
Der Direktor des Nouveautés, eines Theaters, das nach einer Reihe von Misserfolgen vor der Schließung stand, zeigte sich von dieser Komödie hingegen so überzeugt, dass er es umgehend auf den Probenplan setzte. Die Premiere von Champignol malgré lui im Jahr 1892 wurde zum Triumph, dem bald die erfolgreiche Premiere von Monsieur chasse am Théâtre du Palais-Royal folgte.
Die beiden Stücke waren der Auftakt einer Serie von Erfolgen, die Feydeau zum beliebtesten Vaudeville-Autor im Paris der Jahrhundertwende machte.
1889 heiratete er Marianne, mit der er vier Kinder bekam: Germaine (* 1890), Jacques (* 1892), Michel (* 1900) und Jean-Pierre (* 1903). In den ersten Jahren des 20. Jahrhunderts schien sich das häusliche Glück zu wenden. Wenn Feydeau nicht schrieb, verbrachte er seine Zeit meist außerhalb des Hauses bei Proben, im Kaffeehaus und spät nachts im Maxim. Durch Spekulationen an der Börse und seine Spielsucht geriet Feydeau trotz des großen Erfolges seiner Stücke immer wieder in Geldnot. 1901 war er gezwungen, Teile seiner imposanten Kunstsammlung zu veräußern, darunter Werke von Paul Cézanne, Claude Monet, Pierre-Auguste Renoir und Vincent van Gogh. Theaterwissenschaftler sehen in den bitteren späteren Werken Feydeaus, beginnend mit Feu la mère de Madame (1908), den Einfluss der privaten Krisen. 1909 kam es nach einem handfesten Streit mit seiner Frau zur Trennung. Die nächsten zehn Jahre verbrachte Feydeau im Hotel Terminus nahe dem Gare Saint-Lazare. Seine Produktivität nahm weiter ab, bis 1916 schließlich sein letztes Stück Hortense a dit: Je m’en fous! (Hortense hat gesagt, Sie können mich mal…) herauskam. Seine Scheidung wurde im selben Jahr offiziell.

### Krankheit und Tod
Wahrscheinlich bei einer Prostituierten steckte er sich mit Syphilis an. Die Spätfolgen führten zu exzentrischem Verhalten und Wahnvorstellungen, worauf seine Familie sich gezwungen sah, ihn in ein Sanatorium einzuliefern. Dort starb er zwei Jahre später am 5. Juni 1921 in geistiger Umnachtung. Er vollendete etwa 23 oder 24 abendfüllende Stücke und 21 Einakter.

## Werke (Auswahl)
- Durchs Fenster. Einakter („Par la fenêtre“). Ahn & Simrock, Berlin 1961.
- Liebe & Klavier. Komödie in einem Akte („Amour et piano“). Sessler, München 1985.
- Galgenvögel („Gibier de potence“). Lauke, München 1996.
- Fiancés en herbe. Comédie en un acte. Librairie théatrale, Paris 1976, ISBN 2-7349-0021-1.
- Der Damenschneider. Lustspiel in drei Akten („Tailleur pour dames“). Ahn & Simrock, Wiesbaden 1970.
- Die Katze im Sack. Vaudeville in drei Akten („Chat en poche“). Ahn & Simrock, Berlin 1960.
- Die Brautwerber von Loches. Vaudeville in drei Akten („Les Fiancés de Loches“). Ahn & Simrock, München 1973.
- Die Affäre Eduard. Lustspiel in drei Akten („L'affaire Édouard“). Ahn & Simrock, Wiesbaden 1973 (zusammen mit Maurice Desvallières).
- Die Hochzeit des Barillon. Komödie in drei Akten („Le Mariage de Barillon“). Ahn & Simrock, Wiesbaden 1969 (zusammen mit Maurice Desvallières).
- Monsieur Chasse oder wie man Hasen jagt. Komödie in drei Akten („Monsieur Chasse“). Kiepenheuer, Berlin 1970.
- Ein Klotz am Bein. Komödie in drei Akten („Un fil à la patte“). Ahn & Simrock, München 1967.
- Unser Zukünftiger. Lustspiel in einem Akt („Notre futur“). Ahn & Simrock, Berlin 1971.
- Hotel zum freien Wechselkurs. Komödie in drei Akten („L'Hôtel du libre échange“). Ahn & Simrock, Wiesbaden 1972.
- Der Gefoppte („Le Dindon“). Lauke, München 1996.
- Der Diener als Hypnotiseur. Farce in einem Aufzug („Dormez, je le veux!“). Ahn & Simrock, Berlin 1973.
- Die Dame vom Maxim. Eine Farce in drei Akten („La dame de chez Maxim“). Ahn & Simrock, Berlin 1970.
- Du bist dran, ich passe. Stück in vier Akten („La main passe“). Henschelverlag, Berlin 1988.
- Der Floh im Ohr. Schwankhaft-groteske Komödie in drei Akten („La puce à l'oreille“). Theaterverlag Mahnke, Verden/Aller 1998 (Uraufführung am 2. März 1907, Paris, Théâtre des Nouveautés).
- Kümmere dich um Amélie. Ein Stück in vier Bildern („Occupe-toi d'Amélie“). Ahn & Simrock, Berlin 1975.
- Lauf doch nicht immer splitternackt herum! Farce in einem Akt („Mais ne te promène donc pas toute nue!“). Ahn & Simrock, Berlin 1963.
- Champignol wider Willen („Champignol malgré lui“). Ahn & Simrock, Wiesbaden 1972.
- System Ribadier. Komödie in drei Akten („Le système Ribadier“). Ahn & Simrock, München 1983.
- Herzogin Crevette. Schwank in vier Akten („La duchesse des Folies-Bergères“). Ahn, Berlin 1905.
- Das Rennen. Komödie in drei Akten (vier Bilder) („Le circuit“). Ahn 6 Simrock, München 1982.
- Baby hat nichts gemacht. Stück in einem Akt („On purge bébé!“). Henschelverlag, Berlin 1978.
- Ich betrüge meinen Mann nicht. Komödie in drei Akten („Je ne trompe pas mon mari“). Ahn & Simrock, München 1987.
- Hortense schert das „einen Dreck“. Komödie in einem Akt („Hortense à dit: je m'en fous!“). Theaterverlag Mahnke, Verden/Aller 2002.
- Un bain de ménage. 1888.
- C'est une femme du monde. 1890.
- Le Ruban. 1894.
- Les Pavés de l'ours. 1896.
- Séance de nuit. 1897.
- Das goldene Zeitalter („L'âge d'or“). 1905.
- On va faire la cocotte. 1913 (Erster Akt; unvollendet)[4]

## Deutschsprachige Hörspielbearbeitungen
- 1962: Die Katze im Sack – Regie: Hans Krendlesberger (ORF Oberösterreich)
- 1965: System Ribadier – Regie: Hans Krendlesberger (ORF Oberösterreich)
- 1981: Lauf bloß nicht splitternackt herum – Regie: Ferry Bauer (ORF Oberösterreich)

Quelle: Ö1-Hörspieldatenbank